# Episodi di Amici per la pelle (settima stagione)
La settima stagione della serie televisiva Amici per la pelle è stata trasmessa in anteprima in Germania dalla ZDF tra il 18 marzo 1999 e il 17 giugno 1999.
| nº | Titolo originale     | Titolo italiano | Prima TV Germania | Prima TV Italia |
| -- | -------------------- | --------------- | ----------------- | --------------- |
| 1  | Starallüren (Teil 1) |                 | 18 marzo 1999     |                 |
| 2  | Starallüren (Teil 2) |                 | 18 marzo 1999     |                 |
| 3  | Hilfeschrei          |                 | 1º aprile 1999    |                 |
| 4  | Ausgespielt          |                 | 8 aprile 1999     |                 |
| 5  | Alptraum             |                 | 15 aprile 1999    |                 |
| 6  | Baby-Blues           |                 | 22 aprile 1999    |                 |
| 7  | Herzflimmern         |                 | 29 aprile 1999    |                 |
| 8  | Hoffnungsschimmer    |                 | 6 maggio 1999     |                 |
| 9  | Karriereknick        |                 | 20 maggio 1999    |                 |
| 10 | Liebesleid           |                 | 27 maggio 1999    |                 |
| 11 | Lebenswege           |                 | 17 giugno 1999    |                 |